# Sierolomorpha sogdiana
Sierolomorpha sogdiana is een wesp uit de familie Sierolomorphidae, die voorkomt in Oezbekistan.